# Abyssianira acutiloba
Abyssianira acutiloba är en kräftdjursart som beskrevs av Brenda Lía Doti och Daniel Roccatagliata 2006. Abyssianira acutiloba ingår i släktet Abyssianira och familjen Paramunnidae. Inga underarter finns listade i Catalogue of Life.